# Ярковий Петро Іванович
Петро Іванович Ярковий (нар. 23 грудня 1923, Пришиб — пом. 10 січня 2018) — учасник німецько-радянської війни, почесний громадянин Херсона.

## Біографія
Народився 23 грудня 1923 року в селі Пришиб (тепер Баштанський район Херсонської області, Україна) Українець. Брав участь у німецько-радянській війні. Звільняв Херсон у складі 295 стрілецької дивізії (1038-й стрілецький полк), командир мінометної обслуги. Закінчив війну в Берліні. Був поранений і отримав важку контузію під Одесою.
Демобілізувався в 1947 році. 36 років працював водієм директора Херсонського консервного комбінату. З 1983 року на пенсії.
Помер 10 січня 2018 року.

## Відзнаки
- Нагороджений орденами Червоної Зірки (31 березня 1945), Вітчизняної війни I (1 серпня 1986) і II (9 травня 1945) ступенів, Слави III ступеня (18 березня 1945)[1], «За мужність», двома медалями «За відвагу» (8 вересня 1944; 11 травня 1945)[1] і багатьма ювілейними медалями;
- Почесний громадянин міста Херсона (рішення Херсонської міської ради № 1595 від 27 серпня 2010 року)[3].